# Alice Cook (Eiskunstläuferin)
Alice Maxine Cook (* 30. November 1955 in Lansing, Michigan) ist eine ehemalige US-amerikanische Eiskunstläuferin.
Cook trat im Paarlauf mit William Fauver an. Zusammen traten sie bei den nationalen Meisterschaften 1975 an. Dabei belegten sie den 5. Platz. Ein Jahr später wurden sie Vizemeister. Damit qualifizierten sie sich für die Olympischen Winterspiele in Innsbruck. Bei diesen erreichten sie Rang 12. Ebenfalls 1976 traten sie bei der Weltmeisterschaft in Göteborg an. Dabei beendeten sie den Paarlauf auf dem 9. Platz. Ein Jahr später, 1977 in Tokio, belegten sie Rang 12.
Cook schloss ihr Studium in Geschichte und Kommunikation am Boston College mit Magna cum laude ab. Später arbeitete sie als Sportreporterin für lokale Sender in Boston sowie für ESPN. Sie erhielt dafür mehrere Preise der Fernsehindustrie.

## Ergebnisse

### Paarlauf
(mit William Fauver)
| Wettbewerb / Jahr                | 1975 | 1976 | 1977 |
| -------------------------------- | ---- | ---- | ---- |
| Olympische Winterspiele          |      | 12.  |      |
| Weltmeisterschaften              |      | 9.   | 12.  |
| US-amerikanische Meisterschaften | 5.   | 2.   |      |